# Esteban Sirias
Ángel Esteban Sirias Avilés (Alajuela, 3 de octubre de 1980) es un exfutbolista costarricense que jugaba como defensa.

## Trayectoria

### Alajuelense
Sirias hizo su debut profesional con Liga Deportiva Alajuelense en un partido de liga contra Limonense el 28 de abril de 1999, ingresando de cambio al minuto 77 por Harold Wallace. El marcador fue de 4 x 0 a favor de los manudos. Jugó seis temporadas con Alajuelense y ganó cuatro campeonatos de liga, una Copa Interclubes de la UNCAF y un campeonato de Concacaf Liga Campeones.

### Cartaginés
En enero de 2006, se trasladó al Club Sport Cartaginés donde jugó por una temporada.

### Municipal Liberia
Después de su paso por Cartaginés, se fue a jugar con el Municipal Liberia en junio de 2007. En el club guanacasteco disputó 41 partidos y anotó 6 goles. Además ganó el Campeonato de Verano 2009 y participó en la Concacaf Liga Campeones 2009-2010 en donde no avanzaron de la primera fase al caer 6 - 3 en el global ante el Real España de Honduras.

### Deportivo Saprissa
En mayo de 2010 se confirmó su incorporación al Deportivo Saprissa por los próximos dos años. Con los morados jugó su primer juego ante Barrio México el 19 de septiembre de 2010. El triunfo fue mexicanista 3 x 2.

### Belén FC
Luego de su paso con los morados, Sirias se unió al Belén FC en donde tuvo un paso fugaz, sin ninguna notoriedad. Solo disputó cinco partidos y anotó 2 goles.

### Cartaginés
Sirias volvería al Club Sport Cartaginés para el Torneo de Verano 2013. Con el equipo brumoso disputó 63 partidos entre Torneo de Copa, Concacaf Liga Campeones y Torneo Nacional. Solo anotó 3 goles. En marzo de 2014 se anunció la salida de Sirias de la institución, junto a otros futbolistas.

### AS Puma Generaleña
El 24 de setiembre de 2014 se anuncia la incorporación de Sirias al equipo AS Puma Generaleña.

## Clubes
| Club                | País       | Año         |
| ------------------- | ---------- | ----------- |
| L.D Alajuelense     | Costa Rica | 1999-2005   |
| C.S Cartaginés      | Costa Rica | 2005-2007   |
| Liberia Mía         | Costa Rica | 2007-2010   |
| Deportivo Saprissa  | Costa Rica | 2010-2012   |
| Belén FC            | Costa Rica | 2012-2013   |
| C.S Cartaginés      | Costa Rica | 2013-2014   |
| AS Puma Generaleña  | Costa Rica | 2014 - 2017 |
| Municipal Santa Ana | Costa Rica | 2018        |

## Palmarés

### Títulos nacionales
| Título                         | Club            | País       | Año  |
| ------------------------------ | --------------- | ---------- | ---- |
| Primera División de Costa Rica | L.D Alajuelense | Costa Rica | 2001 |
| Primera División de Costa Rica | L.D Alajuelense | Costa Rica | 2002 |
| Primera División de Costa Rica | L.D Alajuelense | Costa Rica | 2003 |
| Primera División de Costa Rica | L.D Alajuelense | Costa Rica | 2005 |
| Primera División de Costa Rica | Liberia Mía     | Costa Rica | 2009 |

### Títulos internacionales
| Título                           | Club            | Sede     | Año  |
| -------------------------------- | --------------- | -------- | ---- |
| Copa Interclubes de la Uncaf     | L.D Alajuelense | Concacaf | 2002 |
| Copa de Campeones de la Concacaf | L.D Alajuelense | Concacaf | 2004 |
| Copa Interclubes de la Uncaf     | L.D Alajuelense | Concacaf | 2005 |